# Barbara Lawrence

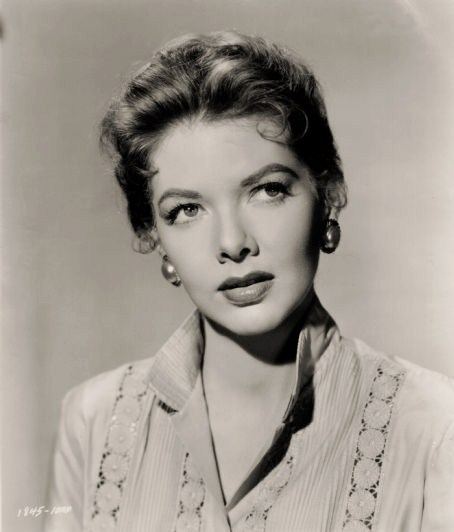
Barbara Lawrence.

Ej att förväxla med Barbara Lawrence (zoolog)
Barbara Lawrence, född 24 februari 1930 i Carnegie, Oklahoma, död 13 november 2013, var en amerikansk skådespelare och fotomodell. Hon  var bland annat kontrakterad av filmbolagen Twentieth Century Fox och Metro-Goldwyn-Mayer.
Hon har en stjärna för arbete inom television på Hollywood Walk of Fame vid adressen 1735 Vine Street.

## Filmografi
- 1946 – Margie
- 1948 – Gatan utan namn
- 1948 – Otrogen u.p.a.
- 1949 – Min man – eller din?
- 1949 – Tjuvarnas marknad
- 1949 – Tjusiga professorn
- 1955 – Oklahoma!
- 1957 – Djävulsranchen
- 1958 – Perry Mason (TV-serie) (fyra avsnitt 1958-1962)
- 1960 – Bröderna Cartwright (TV-serie) (ett avsnitt)